# Ibb
Ibb (arapski: إب) je grad na zapadu Jemena koji ima 160.000 stanovnika.
Ibb je upravno središte istoimene muhafaze (pokrajine) Ibb. Grad je također poznat i pod imenom Abb.
Ibb leži na hrptu planinskog lanca, okružen je plodnom zemljom, udaljen je oko 117 km sjeverno-istočno od grada Mokke. Ibbom je sve do 1944. godine vladao emir (s velikim stupnjem autonomije prema centralnoj vlasti u Sani, tada je ukinut Emirat Ibb.
U gradu djeluje nogometni klub Al Sha'ab Ibb koji je članom Prve Jemenske lige.